# Торре-де-Негрі
Торре-де-Негрі, Торре-де'-Неґрі (італ. Torre de' Negri) — муніципалітет в Італії, у регіоні Ломбардія, провінція Павія.
Торре-де-Негрі розташоване на відстані близько 450 км на північний захід від Рима, 37 км на південь від Мілана, 15 км на схід від Павії.
Населення — 332 особи (2014).

## Демографія
Населення за роками:

Станом на 1 січня 2023 року в муніципалітеті офіційно проживали 33 іноземці з 8 країн, серед них 21 громадянин країн Євросоюзу та 2 громадяни України.

## Сусідні муніципалітети
- Бельджоїозо
- Кортеолона-е-Дженцоне
- Коста-де-Нобілі
- Спесса